# Pianokwintet (Bridge)
Frank Bridge voltooide de eerste versie van zijn enige Pianokwintet in de lente van 1905. Hij begon aan het werk in de herfst van 1904 en bleef er aan sleutelen. Er vonden twee uitvoeringen plaats in 1907, de eerste was een privéconcert op 27 mei 1907 met Bridge op de altviool, de tweede een openbare uitvoering door Thomas Dunhill (piano) en het Erinson Quartet. De componist was er niet tevreden over en begon het te bewerken. Tegelijkertijd begon hij aan een sextet. Zowel de bewerking van zijn pianokwintet als het sextet stokten en bleven jarenlang in de la liggen. In 1912 vond Bridge weer de tijd (en zin) om zijn kwintet aan te pakken. Hij deed dat zo rigoureus, dat er eigenlijk een nieuw pianokwintet ontstond. De oorspronkelijke versie had vier delen, de bewerkte drie. Het eerste deel werd qua stemming aangepast, het originele tweede en derde deel werden aan elkaar gesmeed. Deel vier bleef grotendeels intact, maar werd ingekort en dus deel drie. Harold Samuel, die ook tijdens de privé-uitvoering achter de piano zat, speelde met het English String Quartet de eerste officiële uitvoering van de definitieve versie.
De definitieve versie van het werk voor piano, twee violen, altviool en cello klinkt nog steeds robuust, al had Bridge er volgens historici wel de scherpe randjes af gehaald met de muziek van Gabriel Fauré in het achterhoofd.
De delen van de definitieve versie:
1. Adagio – Allegro moderato (d mineur)
2. Adagio ma non troppo – Allegro con brio – Allegro vivace (b majeur)
3. Allegro energico (d majeur)

## Discografie
- Uitgave Dutton Vocalion : London Bridge Ensemble; een opname uit 2009
- Uitgave Naxos: The Tippett Quartet met Ashley Wash, een opname uit 2009
- Uitgave Hyperion: Golden String Quartet
- Uitgave Somm Celeste: Bridge Quartet